# Бухта (река)
Бухта (укр. Бухта) — река в Яворовском районе Львовской области Украины. Правый приток реки Вяр (бассейн Вислы).
Длина реки 26 км. Площадь водосборного бассейна 151 км². Уклон реки 3 м/км. Долина корытообразная, шириной 0,8-2,5 км. Русло извилистое, шириной до 10 м. Пойма в нижнем течении местами заболочена. Питание преимущественно дождевое и снеговое. Ледостав до начала марта. Используется для технических нужд.
Берёт начало севернее села Верховцы, на склонах Главного европейского водораздела. Течёт сначала на север, затем на северо-запад, в среднем и нижнем течении на запад, в приустьевой части — на юго-запад. Впадает в Вигор в юго-западной части села Циков на польско-украинской границе. Протекает через сёла Боляновичи, Золотковичи, Гориславичи, Гусаков, Ходновичи, Поповичи, Циков.